# Joseph Hayes
Joseph Hayes (Indianapolis, 12 agosto 1918 – St. Augustine, 11 settembre 2006) è stato un drammaturgo e sceneggiatore statunitense.

## Biografia
Studiò all'Università dell'Indiana e nel 1949 fece il suo debutto a Broadway con il dramma Leaf and Bough. Nel 1954 pubblicò il romanzo Ore disperate, tra cui furono tratti due film omonimi nel 1955 e nel 1990 (entrambi sceneggiati da Hayes). Sempre nel 1955, Hayes riadattò il romanzo nel dramma omonimo che, una volta debuttato a Broadway, gli valse il Tony Award alla migliore opera teatrale. Nel corso della sua vita scrisse un'altra dozzina di romanzi e una decina di opere teatrali.
Malato di Alzheimer, morì nel 2006.

## Filmografia parziale
- Ore disperate (The Desperate Hours), regia di William Wyler (1955)
- Giorni senza fine (The Young Doctors), regia di Phil Karlson (1961)
- Ore disperate (Desperate Hours), regia di Michael Cimino (1990)